# 오르 사손
오르 사손(히브리어: אורי ששון,‎ 1990년 8월 18일~)은 이스라엘의 유도 선수로 2016년 하계 올림픽 슈퍼헤비급에서 동메달을 획득했다. 이 외에 2015년 유러피언 게임에서 은메달, 유럽 유도 선수권 대회에서 은메달 1개를 획득했고, IJF 유도 그랑프리에서 5회 우승했다.